# Ernst August av Hannover (född 1954)
För andra personer med liknande namn se Ernst August av Hannover (olika betydelser).
Ernst August av Hannover, född 26 februari 1954 i Hannover, från den gamla tyska adelsätten Welf, är son till Ernst August IV av Hannover och prinsessan Ortrud av Schleswig-Holstein-Sonderburg-Glücksburg, barnbarnsbarn till kejsare Wilhelm II av Tyskland och make till prinsessan Caroline av Monaco, och är nuvarande överhuvudet av (det ej längre regerande) furstehuset Hannover. Han är tysk, österrikisk och brittisk medborgare.

## Namn och titel
I enlighet med artikel 109 i Weimarrepublikens republikanska grundlag från 1919 omvandlades alla adelstitlar i Tyskland till en del av bärarnas namn. Enligt sitt tyska pass heter han officiellt Ernst August Albert Paul Otto Rupprecht Oskar Berthold Friedrich-Ferdinand Christian-Ludwig Prinz von Hannover Herzog zu Braunschweig und Lüneburg Königlicher Prinz von Großbritannien und Irland. Han har inte någon adels- eller furstetitel, utan Prinz von Hannover Herzog zu Braunschweig und Lüneburg Königlicher Prinz von Großbritannien und Irland är hans borgerliga efternamn.
I hans brittiska pass lyder namnet His Royal Highness, Ernest Augustus Guelph. Utländska titlar nämns inte. Den tidigare brittiska adelstiteln "hertig av Cumberland och Teviotdale, earl of Armagh" förlorade släkten 1919 på grund av den brittiska Titles Deprivation Act från 1917.

## Äktenskap och familj
1981 gifte han sig med schweiziskan Chantal Hochuli (född 1955). Med henne har han två söner: Ernst August (född 1983) och Christian (född 1985). De skilde sig 1997.
Den 23 januari 1999 gifte han sig med prinsessan Caroline av Monaco, som är äldsta dotter till furst Rainier III av Monaco och Grace Kelly. Tillsammans har de en dotter, Alexandra Charlotte. Paret separerade 2009.
Ernst August är närmaste arvinge till kungariket Hannover, hertigdömet Braunschweig och den brittiska titeln hertig av Cumberland. Som kung av Hannover skulle han kallas Ernst August V.